# 할렐루야 독수리 1983 시즌
할렐루야 독수리 1983 시즌은 할렐루야 축구단이 K리그(당시 명칭은 수퍼리그)에 참가한 첫 시즌이다. 함흥철 감독이 팀을 이끌었으며, 홍성호가 주장을 맡았다. 팀은 6승 8무 2패로 승점 20점을 기록하며 대우 로얄즈에 1점 차로 앞서 K리그 초대 우승팀이 되었다. 그리고 구정컵 국제축구대회에서 준우승을 차지하기도 했다.

## 선수단
- GK : 조병득(15G 19실점), 이재일(1G 1실점)
- HB : 박상인(16G 4골 3도움), 김정희(15G 2골 1도움), 박성화(14G 3골 1도움), 김현복(12G 2골 1도움), 손창후 (10G 1도움)
- FB : 최종덕(16G 1골 1도움), 홍성호(16G), 황정연(13G 1도움), 김진옥(5G)
- CF : 오필환(12G 2골 1도움)
- FW : 오석재(16G 6골 2도움), 이강석(16G 2골 3도움), 박창선(15G 3골 6도움), 이정일(9G 3골), 이영길(1G)

## 수상
- 감독상 : 함흥철
- MVP : 박성화
- 도움왕 : 박창선
- 골키퍼상 : 조병득
- 베스트 11 : 조병득, 박성화, 박창선
- 전 경기 출장 : 최종덕, 홍성호, 박상인, 오석재, 이강석